# Louis Le Dreux de La Châtre
Louis Le Dreux de la Châtre (Paris, 9 décembre 1721 – fin 1792) est un architecte français. Il a été contrôleur des bâtiments du roi aux châteaux de Meudon et de Compiègne. Il a reconstruit le château de Compiègne suivant les plans d'Ange-Jacques Gabriel, premier architecte du roi dont il a été un des collaborateurs.

## Biographie
Il est né le 9 décembre, baptisé le 11 décembre 1721 à Paris, dans la paroisse Saint-Nicolas-des-Champs. Il est le fils de Denis Le Dreux, fourrier de la Maison du Roi, et de Marie Gireaux (ou Girault),

### Le Dreux, membre de l'Académie royale d'architecture
Philippe Le Dreux, qui est peut-être apparenté à Louis Le Dreux de La Châtre, a construit la chapelle du château de Compiègne en 1728-1729 et y a été architecte du roi pendant 22 ans. C'est le 4 juin 1728 que Louis XV vient pour la première fois au château de Compiègne qui est situé à l'orée d'une forêt giboyeuse. Louis XV y fait entreprendre des travaux d'aménagement intérieur à partir de 1733, puis des travaux sont entrepris sous la direction de Jacques V Gabriel entre 1736 et 1740.
Il est nommé dans la 2e classe de l'Académie royale d'architecture en février 1742.
On a annoncé sa mort au cours d'une réunion de l'Académie d'architecture, en 1751. Il est décédé le 9 avril 1751. Sa veuve, Marie Barbe de La Rue (née le 25 octobre 1711) obtient de la Maison du Roi un brevet de logement, rue Champfleury, et une pension de 500 livres, en octobre 1751, en considération des services de son mari qui a été architecte du roi et secrétaire du premier architecte de Sa Majesté

### Louis Le Dreux de La Châtre
Louis Le Dreux a été l'élève de Jacques V Gabriel et d'Ange-Jacques Gabriel à l'Académie royale d'architecture. En 1740 il est admis à concourir pour le grand prix de l'académie d'architecture. Il obtient le 3e prix.  Il est entré au service des bâtiments du roi en 1739.
À la mort d'Armand-Claude Mollet en janvier 1742, Ange-Jacques Gabriel le remplace  comme architecte ordinaire du roi. En avril 1742, c'est son père, Jacques V Gabriel, premier architecte du roi qui meurt. Philibert Orry propose de nommer son fils à sa place.
Après le traité d'Aix-la-Chapelle, la paix revenue, les finances se rétablissent. Louis XV décide, en 1751, de reconstruire en totalité le château de Compiègne. Les plans proposés par Ange-Jacques Gabriel sont approuvés en 1752.
En 1756, une véritable salle de théâtre est élevée suivant ses plans à Versailles, rue Royale. Louis Le Dreux de la Châtre est à cette époque architecte et dessinateur du roi. 
En 1758, Louis Le Dreux remplace le sieur Maugas, inspecteur de Trianon, du Jardin et du Petit Parc de Versailles quand celui-ci est mis à la retraite par le marquis de Marigny qui lui reproche des abus et l'administration des Bâtiments du roi son manque de compétence. On lui avait déjà adjoint l'architecte Nicolas Galant dès 1740, puis François Gillet entre 1756 et 1758. Finalement, c'est Ange-Jacques Gabriel qui a proposé Louis Le Dreux au marquis de Marigny : « Comme il faut aller souvent à Trianon et à la Ménagerie, Le Dreux est dans la force de l'âge et ne demande que du travail ». En 1759 il est nommé inspecteur des jardins de Versailles.
Il est nommé contrôleur des bâtiments du roi au château de Meudon en 1763. Il est remplacé dans ses fonctions à Versailles par Brébion cadet.
Il est gratifié d'une pension le 1er janvier 1768, en tant qu’architecte et dessinateur du roi. Il prend alors le nom de Louis Ledreux de La Châtre. Le Dreux est à cette époque Contrôleur des Bâtiments du Roi, jardins, arts, académies et manufactures de Sa Majesté. 

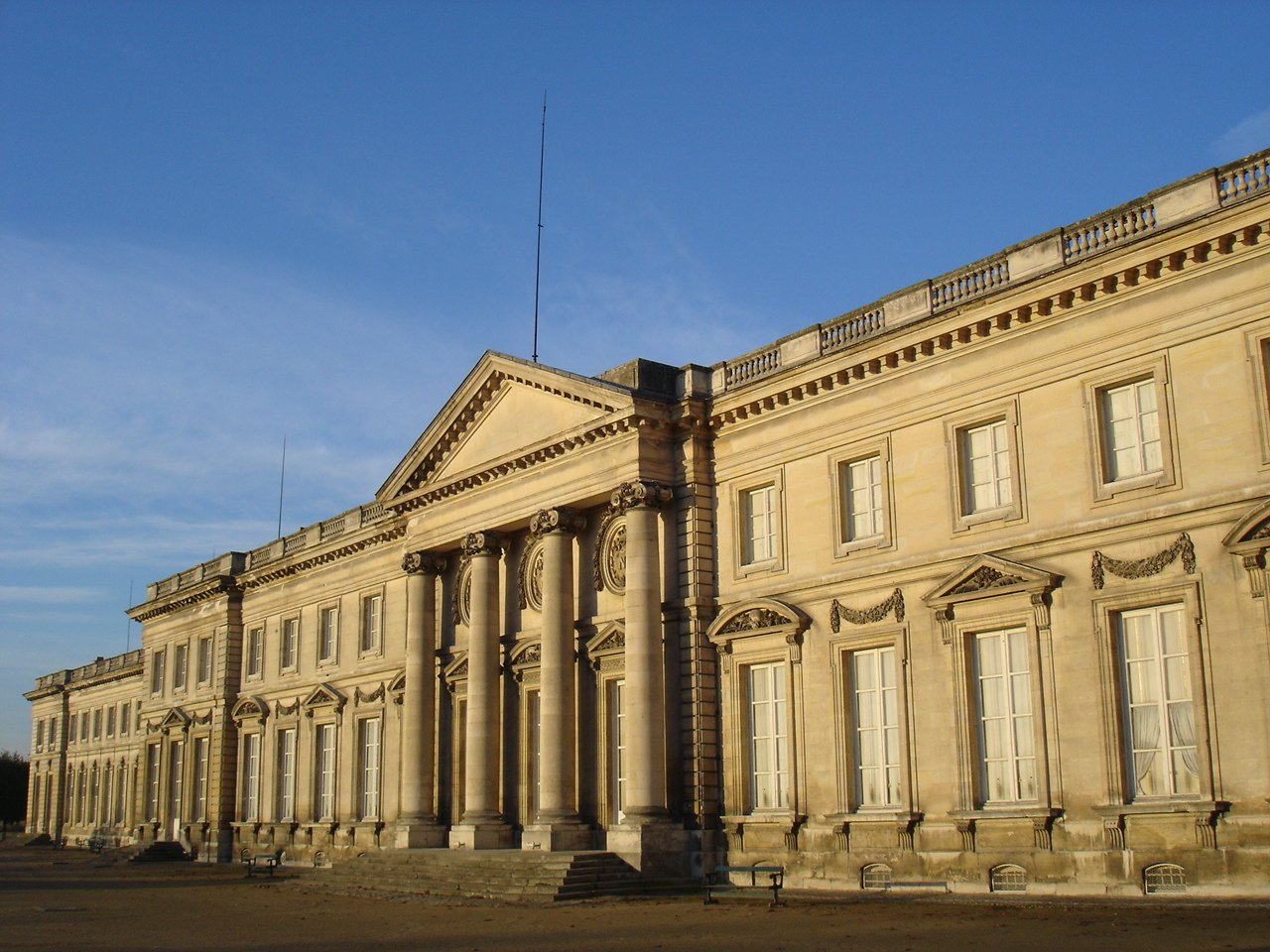
Louis Le Dreux de La Châtre est architecte royal du château de Compiègne

En 1770, Louis XV juge que les travaux du palais sont suffisamment avancés pour servir de cadre à la première rencontre entre le Dauphin et l'archiduchesse Marie-Antoinette d'Autriche, le 14 mai.
Après la mort de Louis XV, Ange-Jacques Gabriel se retire. Louis Le Dreux est dit : Architecte royal du château de Compiègne, en 1775. Louis XVI a nommé Louis Le Dreux de la Châtre pour succéder à Ange-Jacques Gabriel en 1776 en lui demandant d'achever la construction du château de Compiègne en respectant les plans de Gabriel. Il termine le gros œuvre et réalise d’importants aménagements intérieurs, notamment la salle des Colonnes, la salle des Gardes et les appartements du Roi et de la Reine. Dans le même temps, Thierry de Ville d’Avray, intendant et  contrôleur général des  Meubles  de  la  Couronne, entame  à  partir  de  1784  une  campagne  de remeublement  du  palais. L'aménagement du palais est terminé en 1788. 
Avec ce château construit entre 1751 et 1788, Ange-Jacques Gabriel et Louis Le Dreux de la Châtre réalisent l'un des monuments les plus sobres de l'architecture néoclassique française. À propos du château de Compiègne :

« Les dispositions sont commodes, sa composition reprend celles que la tradition a imposé à Versailles pour le cérémonial de la Cour, et rien d'essentiel n'a été changé aux plans établis par Gabriel et scrupuleusement réalisés par son successeur Le Dreux de la Châtre. Mais ce beau château tout neuf ne va pas servir ; Louis XVI et Marie-Antoinette qui s'étaient cependant beaucoup intéressés à sa réalisation, discutant et mettant au point jusqu'aux détails de certaines parties de leurs appartements ou de celui des enfants de France, n'y viendront pas. »

En 1789, Louis Le Dreux de la Châtre figure encore comme contrôleur des Bâtiments du roi à Compiègne. En 1768, une pension de 1000 livres lui est accordée en considération de ses services depuis 1739, où il a successivement rempli la place de contrôleur aux départements de Meudon et de Compiègne. Louis Le Dreux de la Châtre meurt à la fin de l'année 1792 à Paris.
En 1786, une pension de 2 000 livres a été accordée à Marie Rappe, épouse de Louis Le Dreux, si elle survit à son mari ainsi qu'une pension de 1 000 livres à chacune de ses deux filles.

## Mariage et descendance
Le 8 janvier 1753 à Versailles, paroisse Notre Dame, Louis Le Dreux de la Châtre épouse Marie Gléron Rappe (née le 10 mars 1724), fille d’un porteur du comte de Toulouse. La femme de Louis Le Dreux de la Châtre est la tante du poète et auteur dramatique et académicien Jean-François Ducis (1733-1816). De son mariage sont nées deux filles: 
- Marie Victoire (Versailles, 5 décembre 1757-Compiègne, 16 avril 1834), qui épouse le 8 mai 1781, à Compiègne, Jean de Crouy d'Arcy, seigneur de la Tour d'Avet, maire de Compiègne,
- Marie-Thérèse, qui épouse François Jacques Dalmas.